# 山本又一朗
山本 又一朗（やまもと またいちろう、1947年10月25日 - ）は、日本の映画プロデューサー。鹿児島県出身。トライストーン・エンタテイメント代表取締役会長。水島 力也（みずしま りきや）の筆名で脚本家としても活動している。諸外国で、マタ・ヤマモト (Mata Yamamoto) として知られる。

## 経歴
1966年東京都立新宿高等学校卒業後、小学館の漫画雑誌編集部で1年半ほどアルバイトで勤めた縁から、さいとう・プロダクションに入社する。さいとう・プロダクション退職後、23歳でハリウッドのプロデューサーに出会い映画製作へ進むことを決める。1970年代はじめに漫画家小山ゆうのマネージャーを務め、のちにテレビドラマ『子連れ狼』（日本テレビ系）などの企画やプロデュースを担当する。1970年代後半から1990年代前半にかけて『太陽を盗んだ男』、『がんばれ!!タブチくん!!』、『ベルサイユのばら』（実写版）、『ゴルゴ13』（アニメ映画）、『小説吉田学校』、『ミシマ:ア・ライフ・イン・フォー・チャプターズ』、『ザ・オーディション』、『愛・旅立ち』などの作品を製作して発表した。
1993年に映画制作とマネジメント会社のトライストーン・エンタテイメントを設立して代表取締役を務める。
1996年にロサンゼルスでUrban Vision Entertainment を設立し、アメリカでアニメ市場開拓に尽力する。同社がリリースしたアニメ映画『バンパイアハンターD』はビルボードのトップDVDセールスチャートで初登場7位、総売上は50万枚以上のヒット作となった。
2023年にトライストーン・エンタテイメントの社長職を小栗旬に禅譲し、自らは会長に就いた。

## 人物
豪放磊落な人物として知られ、2022年2月ごろから東谷義和が自社の所属タレントについて「暴露」した際に「法的措置は全然考えていない。全ネタからしたら大したことはない。」「（東谷は）人間力がある。」と週刊誌の取材に対して述べる。のちに所属タレントが東谷を刑事告訴した裁判で、山本は、同被告について「思考回路がどうかしている」と供述している。
さいとう・プロダクションで同僚として机を並べていた小池一夫は、初期の代表作『高校生無頼控』の中で山本をモチーフとした山本又一郎、又二郎、又三郎の三兄弟のキャラクターを創造している。映画化されて郷鍈治が又一郎を演じた。

## 担当作品

### 映画

#### 製作
- がんばれ!!タブチくん!!（1979年）
  - がんばれ!!タブチくん!!あぁツッパリ人生（1980年）
  - がんばれ!!タブチくん!!激闘ペナントレース（1980年）
- 太陽を盗んだ男（1979年）
- ベルサイユのばら（1979年、実写版）
- アメリカン・バイオレンス（1981年、日本とアメリカの合作）
- ゴルゴ13（1983年）[10]
- プロ野球を10倍楽しく見る方法（1983年）
  - プロ野球を10倍楽しく見る方法PART2（1984年）
- 小説吉田学校（1983年）
- ザ・オーディション（1984年、四人組女性アイドルグループ、セイントフォーを描いたアイドル映画）
- 愛・旅立ち（1985年、公開当時交際が噂された近藤真彦と中森明菜が共演し話題となった）
- ミシマ:ア・ライフ・イン・フォー・チャプターズ（1985年、日本未公開）
- 宇宙からの帰還（1985年、製作指揮兼任。日本とアメリカの合作）
- GAME KING 高橋名人VS毛利名人 激突!大決戦（1986年）
- あいつに恋して（1987年、島崎保久の自伝の映画化、森高千里のデビュー作）
- 日本殉情伝 おかしなふたり ものくるほしきひとびとの群（1988年、監督：大林宣彦、主演：竹内力）
- ウインズ（1992年、監督：キャロル・バラード、主演：マシュー・モディーン、日本とアメリカの合作）
- バンパイアハンターD（2000年）

#### プロデューサー
- あずみ（2003年、水島力也名義で脚本兼任）
  - あずみ2 Death or Love（2004年、水島力也名義で脚本兼任）
- クローズZERO（2007年）
  - クローズZEROII（2009年）
  - クローズEXPLODE（2014年、水島力也名義で脚本兼任）
- 僕の彼女はサイボーグ（2008年）
- TAJOMARU（2009年、水島力也名義で脚本兼任）
- シュアリー・サムデイ（2010年）
- ルパン三世（2014年、水島力也名義で脚本兼任）
- 新宿スワン（2015年）
  - 新宿スワンII（2017年）

#### 企画
- 鬼輪番（1974年）
- 神田川（1974年）
- 獣兵衛忍風帖 龍宝玉篇（2003年）

### テレビドラマ
- 子連れ狼（1973年から1976年、日本テレビ系）
- 純愛山河 愛と誠（1974年-1975年、東京12チャンネル系）

### オリジナルビデオ
- バイオ・ハンター（1995年）
- サイコダイバー 魔性菩薩（1997年）
- 支配者の黄昏 TWILIGHT OF THE DARK MASTER（1998年）